# Bombyliomyia purpurea
Bombyliomyia purpurea är en tvåvingeart som beskrevs av Thompson 1963. Bombyliomyia purpurea ingår i släktet Bombyliomyia och familjen parasitflugor. Inga underarter finns listade.